# Suttenbach (Kleinschwarzenbach)
Suttenbach war ein Gemeindeteil der Gemeinde Kleinschwarzenbach im Landkreis Münchberg (Oberfranken, Bayern). Der Ort lag in der Gemarkung Kleinschwarzenbach.

## Geografie
Die aus zwei Wohngebäuden bestehende Einöde liegt bei der Taubaldsmühle.

## Geschichte
Suttenbach wurde 1820 auf dem Gemeindegebiet von Kleinschwarzenbach und Oberweißenbach angelegt. 1856 ist daraus eine Koloniesiedlung entstanden, deren Wachstum in der Folgezeit relativ langsam verlief. Ebenso wie der Name des älteren Weilers Altsuttenbach geht der Name des Dorfes auf die Geländeform Sutte zurück, was auf eine Lache oder Pfütze hinweist. Im Zuge der Gebietsreform in Bayern wurde Suttenbach am 1. Juli 1972 nach Helmbrechts eingemeindet und mit Suttenbach-Oberweißenbach zum Gemeindeteil Suttenbach vereinigt.

### Einwohnerentwicklung
| Jahr      | 1861  | 1871   | 1885   | 1900   | 1925   | 1950   | 1961   | 1970  |
| Einwohner | 4     | 10     | 8      | 7      | 11     | 9      | 4      | 5     |
| Häuser    |       |        | 1      | 1      | 1      | 1      | 1      |       |
| Quelle    | [ 9 ] | [ 10 ] | [ 11 ] | [ 12 ] | [ 13 ] | [ 14 ] | [ 15 ] | [ 1 ] |

## Religion
Suttenbach ist evangelisch-lutherisch geprägt und ist bis heute nach St. Johannes der Täufer (Helmbrechts) gepfarrt.